# 옐스키풀밭쥐
옐스키풀밭쥐 또는 오색풀밭쥐(Abrothrix jelskii)는 비단털쥐과 안데스밭쥐속에 속하는 설치류의 일종이다. 페루 중부 지역부터 볼리비아를 거쳐 아르헨티나 북서부 지역까지 안데스 알티플라노고원에서 발견된다. 옐스키풀밭쥐에 속하는 개체군에는 1종 이상이 포함된다.